# 相馬勝
相馬 勝（そうま まさる、1956年4月 - ）は、日本のジャーナリスト。青森県出身。
2001年、『中国共産党に消された人々』で、第8回小学館ノンフィクション大賞優秀賞受賞。
別ペンネームに茅沢 勤（かやさわ いずる）がある。こちらは1957年東京都生まれという設定。

## 概要
東京外国語大学外国語学部中国語学科卒業。時事通信社を経て産業経済新聞社に入社する。中国北京語言学院留学。帰国後、日中関係の商社に勤務する。後に全国紙の新聞記者となり、中国や香港、台湾などで取材活動に従事した。アメリカのジョージタウン大学、ハーバード大学に留学し新聞記者として活動する傍ら、中国問題の専門家として雑誌などで論文、レポートを発表した。2010年、産経新聞社を退社し、フリージャーナリストとなる。

## 著書

### 単著
- 『中国軍３００万人 次の戦争』講談社 1996年
- 『ハーバード大学で日本はこう教えられている』新潮社 2000年
- 『中国共産党に消された人々』小学館 2002年 (「小学館ノンフィクション大賞優秀賞」受賞作品)
- 『暗黒;開放中国底なしの闇ー史上最大の密輸・汚職事件の深層』小学館 2002年
- 『北朝鮮最終殲滅計画;ペンタゴン極秘文書が語る衝撃のシナリオ』講談社 2006年
- 『ダライ・ラマ「語る」』小学館 2010年
- 『警視庁組織犯罪対策部』イースト・プレス 2011年
- 『対日戦争を仕掛ける男 習近平の野望』幸福の科学出版 2012年
- 『川島芳子 知られざるさすらいの愛』 講談社 2012年
- 『習近平の「反日」作戦:中国「機密文書」に記された危険な野望』 小学館 2015年

### 茅沢勤名義の単著
- 『悪の三国志―スターリン・毛沢東・金日成』 講談社 2004年
- 『中国「秘密結社」が共産党政権を倒す日』 講談社 2008年
- 『習近平の正体』 小学館 2010年

### 茅沢勤名義の訳書
- 『新皇帝・胡錦濤の正体 中国第４世代指導者の素顔と野心』小学館 2002年
- 『私は外務省の傭われスパイだった』小学館 2008年
- 『外務省に裏切られた日本人スパイ』講談社 2009年 ( 『私は外務省の傭われスパイだった』の文庫版)
- 『蠢く中国対日丸秘工作』小学館 不明 (存在が確認できない。袁翔鳴『蠢く!中国「対日特務工作」マル秘ファイル』小学館 2007年11月19日 という書籍は存在するが、訳者はいない。)

## 茅沢勤名義の論文
- 国立情報学研究所収録論文 国立情報学研究所